# Вісім з половиною
«Вісім з половиною» (або «8½») — фільм Федеріко Фелліні, що вважається одним із найкращих фільмів в історії кіно. На 18 вересня 2018 року фільм займав 245-у позицію у списку 250 найкращих фільмів за версією IMDb.
Назва фільму пояснюється тим, що він був десятою стрічкою режисера, однак три з попередніх картин Фелліні не вважав повноцінними: два були короткометражні, а ще один знятий у співпраці з іншим режисером.
Головним героєм фільму є режисер Ґвідо Ансельмі, який після вдалого фільму переживає творчу кризу. Протягом сюжету він намагається зняти новий фільм, що задовольнив би всіх його глядачів. У фільмі присутні деякі автобіографічні моменти з життя Фелліні. Особливість фільму полягає у тому, що у ньому Фелліні поєднує реальність та фантазію режисера настільки, що іноді неможливо відрізнити одне від іншого.

## Сюжет

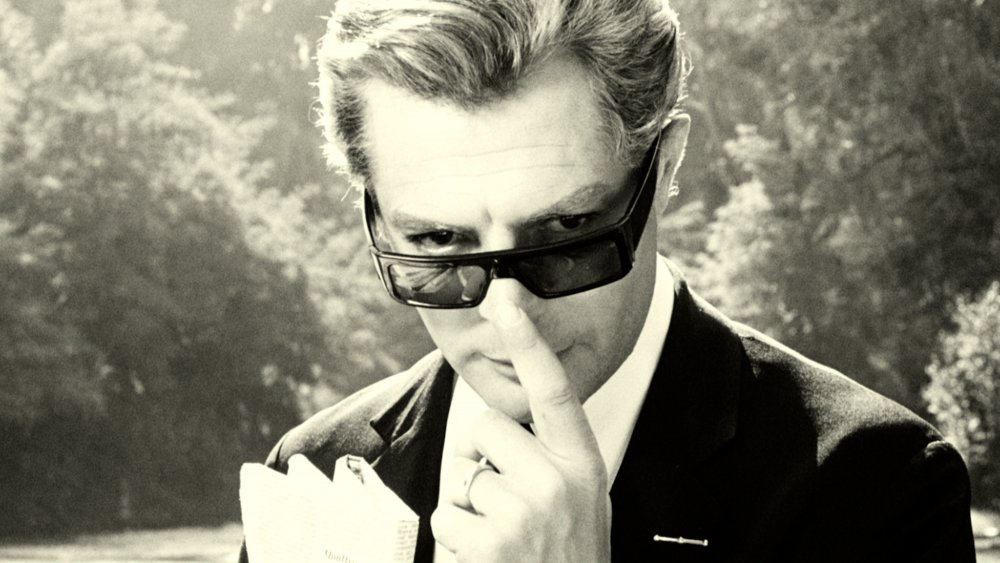
Марчелло Мастроянні в ролі Ґвідо Ансельмі

Ґвідо Ансельмі, відомий італійський кінорежисер, перебуває у творчій кризі. Через творчі й сімейні труднощі Ґвідо лікується на курорті з мінеральними водами. Він наймає відомого критика Дом'є, який каже, що сценарію наступного фільму бракує зв'язності, якоїсь центральної ідеї. Режисер зустрічає дівчину Глорію, дочку свого знайомого, та вирішує, що героїня його фільму повинна бути такою ж: освіченою, сміливою та невимушеною.
До Ґвідо приїжджає балакуча манірна коханка на ім'я Карла, але Ґвідо відселяє її в окремий готель. Виробнича група фільму, «троє старих», поселяється поруч заради невдалої спроби повернути його до роботи над фільмом. Режисер намагається уникати їх та ігнорує їхні ідеї: кого взяти на яку роль, як оформити декорації тощо.
Критик Дом'є знайомить Ґвідо з кардиналом, оскільки головний герой фільму католик і за сюжетом спілкується з кардиналом. Режисер зізнається кардиналові, що він нещасливий, але не отримує задовільної відповіді, що йому робити. Розмова з кардиналом перемежовується зі спогадами режисера про його дитинство в католицькій школі із суворими порядками.
Ґвідо запрошує свою дружину Луїзу та її друзів приєднатися до нього на курорті. Вони танцюють, але Ґвідо більше часу проводить із продюсерською групою. Ґвідо зізнається найкращій подрузі своєї дружини Розеллі, що хотів зняти чесний фільм, але йому важко сказати щось чесне. Різні жінки, з яких він списав персонажів фільму, невдоволені тим, як Ґвідо бачить їх.
У мареннях Ґвідо потрапляє до фантастичного світу, де він панує над гаремом жінок зі свого життя, але проігнорована ним танцівниця починає заколот. Жінки з гарему викривають різні негативні якості Ґвідо, розповідаючи йому неприємну правду про нього самого та його сексуальне життя.
Уявляючи презентацію фільму, Ґвідо уявляє, як присутні на прем'єрі люди вимагають від нього якоїсь сенсаційної заяви, а йому нема чого сказати. Коли Луїза бачить, як Ґвідо представляє її у фільмі, вона заявляє, що їхньому шлюбові кінець. Ідеальна жінка Ґвідо з'являється в образі актриси на ім'я Клавдія. Ґвідо пояснює, що його фільм про втомленого чоловіка, який знаходить порятунок в цій ідеальній жінці. Клавдія робить висновок, що головний герой ніколи по-справжньому нікого не любив.
Розчарований, Ґвідо скасовує фільм, хоча величезні декорації вже збудовано. Продюсер і знімальна команда попри те влаштовують пресову конференцію. Ґвідо намагається втекти від журналістів, які глузують з нього, і зрештою уявляє, що стріляє собі в голову. Дом'є каже йому, що Ґвідо вчинив правильно, скасувавши фільм.
Ґвідо розуміє, що намагався вирішити свою особисту плутанину в житті, створивши фільм. Він вважав, що зробить цим глядачів кращими, але повинен зробити кращим самого себе. Він просить Луїзу допомогти в цьому. Карла каже, що зрозуміла, що він хотів сказати: Ґвідо не може обійтися без інших людей у реальному житті, якими б вони не були. Чоловіки та жінки, з якими режисер зустрічався досі, оточують його, тримаючись за руки та біжать по колу, а Ґвідо та Луїза приєднуються до них біля декорацій.

## У ролях
- Марчелло Мастроянні — Ґвідо Ансельмі, кінорежисер
- Клаудія Кардінале — Клаудія, кінозірка, яку Ґвідо бачить у ролі ідеальної жінки
- Анук Еме — Луїза Ансельмі, дружина Ґвідо
- Сандра Міло — Карла, коханка Ґвідо
- Росселла Фальк — Росселлі, найкраща подруга Луїзи та довірена особа Ґвідо
- Барбара Стіл — Глорія Морін, нової дівчини Меццаботти
- Мадлен Лебо — Мадлен, французька актриса
- Катеріна Боратто — таємнича леді в готелі
- Еддра Гейл — повія Ла Сарагіна
- Ґвідо Альберті — Пейс, кінопродюсер
- Маріо Коноккіа — асистент Ґвідо
- Бруно Агостіні — режисер
- Чезаріно Мічелі Пікарді — керівник виробництва фільму
- Жан Ружель — Каріні Дом'є, кінокритик
- Маріо Пісу — Маріо Меццаботта, друг Ґвідо
- Івонн Касадеї — Жаклін Бонбон, колишня танцівниця кабаре
- Ян Даллас — Моріс, помічник Майї
- Міно Доро — Альберто, агент Клаудії
- Надя Сандерс — Надін
- Еді Весл — манекен
- Юджин Волтер — американський журналіст
- Мері Індовіно — Майя, ясновидиця
- Джудітта Ріссоне — мати Ґвідо
- Аннібале Нінчі — батько Ґвідо
- Олімпія Каваллі — Олімпія (в титрах не вказана)
- Фердинанд Гійом — клоун (в титрах не вказаний)
- Марія Антонієтта Белуцці — повія (в титрах не вказана)

## Сприйняття
На вебсайті-агрегаторі відгуків Rotten Tomatoes «8½» має 98 % схвальних відгуків із середнім балом 8,50/10. Консенсус критиків стверджує: «Винахідливий, спонукальний до роздумів і смішний, „8½“ представляє, можливо, вершину багатьох видатних досягнень Федеріко Фелліні в кіно». На Metacritic фільм отримав середньозважену оцінку 91 зі 100, що вказує на «загальне визнання».
На думку Роджера Еберта, «Фільм — це портрет людини, яка відчайдушно намагається поєднати воєдино плотську та духовну сторони своєї природи; коханка і дружина, мистецтво та комерція. Час від часу йому з'являється муза: спокуслива, спокійна, усміхнена жінка-мрія. Вона пропонує йому спокусливу можливість, що все буде вибачено, і все буде добре. Але вона невловима й ефірна, а продюсер тим часом впадає у відчай». Фільм розвивається як серія зустрічей Ґвідо з власною совістю, від якої він намагається втекти, але це повсякчас не вдається. І все це відбувається серед набору характерних для Фелліні декорацій та ситуацій. «За іронією долі, фільм Фелліні про мистецьке банкрутство здається багатшим на винаходи, ніж будь-що інше».
Майкл Ньютон в огляді для «The Guardian» писав: «Зрештою, „8½“ — це комедія провини, життя, розшарованого неправдою. У подвійному сенсі Ґвідо живе, порушуючи договір. Він компромісує угоду, яку уклав зі своїми продюсерами, заявляючи, що має фільм у руках, хоча насправді нічого не має; і, що ще похмуріше, він підриває обітницю, яку дав своїй дружині, своїм романом з іншою жінкою». Подібно до Чарльза Дікенса, Федеріко Фелліні надихався популярною культурою, особливо коміксами. Його фільми більше намальовані, ніж написані. Фелліні при цьому не виступає суддею своїх персонажів, він м'який щодо вигнанців, жертв життя, котрі приваблюють його, тому «Його кіно належить ярмарковій площі, а не музеєві».

## Нагороди
- Фільм отримав дві премії «Оскар» за найкращий фільм іноземною мовою та за найкращий дизайн костюмів. Окрім того, у цього фільму були три номінації: за найкращу режисерську роботу, за найкращу роботу художника-постановника та за найкращий оригінальний сценарій.
- Групою Нью-Йоркських кінокритиків фільм був названий найкращим іноземним фільмом.
- Італійська національна спілка кіножурнілістів визнала фільм із найкращими: режисером, продюсером, постановником, музикою, оригінальною історією, кінематографією та акторкою другого плану (Сандра Міло).
- Фільм брав участь у Каннському кінофестивалі поза конкурсом[6].
- Фільм отримав Гран-прі Московського міжнародного кінофестивалю.